# Судово-адміністративна реформа (1564—1566)
Судово-адміністративна реформа 1564-1566 рр. — проведена у Великому князівстві Литовському реформа, що мала на меті уніфікацію адміністративно-територіального устрою країни та наближення її форми і структури до системи Речі Посполитої.

## Суть реформи
Постанови сейму у 1564-1566 рр. реорганізували місцеве самоврядування. Результати цих реформ закріплені в законах Великого князівства Литовського (Волинський статут). 
Територія Великого князівства Литовського (включаючи землі українців) була поділена на 15 воєводств (при цьому були створені нові та реорганізовані старі воєводства), з яких утворено 30 повітів. На чолі воєводства знаходиться воєвода, призначуваний Великим литовським князем. 
В результаті реформи 1564-1566 рр. у князівстві з'явилася повітова система (повітові сеймики), подібна до наявної в Польщі. Усі дворяни-шляхтичі, що володіли землею в окремому повіті, брали участь у їх роботі. Повітові сеймики обирали кандидатів на суддів земських та підкоморських суддів і два представники (депутати) від кожного повіту до вального сейму Великого князівства Литовського. У повітах були введені земські, гродські, підкоморські суди.
Скасовано привілей магнатів, за яким вони подавали позови лише до великокняжого суду.